# Orlicz 1924
Jeżeli edytujesz kod źródłowy, to aby uzyskać taki efekt: teoria, elektronem, Witolda Gombrowicza – twórz linki według składni: [[teoria]], [[elektron]]em, [[Witold Gombrowicz|Witolda Gombrowicza]].

KS Orlicz 1924 Suchedniów – polski klub tenisa stołowego z Suchedniowa (województwo świętokrzyskie), założony w 2015 roku. Od sezonu 2020/2021 występuje w LOTTO Superlidze Tenisa Stołowego, najwyższej klasie rozgrywkowej w Polsce. Klub odniósł sukcesy na arenie krajowej i międzynarodowej, zdobywając m.in. brązowy medal LOTTO Superligi i brązowy medal Ligi Mistrzów ETTU.

## Historia i rozwój klubu
Początki (2015–2018): Od III ligi do II ligi
Klub powstał w 2015 roku z inicjatywy lokalnych pasjonatów sportu: Macieja Glijera, Dariusza Kowalika, Piotra Swata, Daniela Żołądka, Sławomira Grzyba, Piotra Odelskiego, Emila Tokarczyka oraz Wiesława Mazurka. Od początku postawiono na ambitne cele. Zespół startował w III lidze i po trzech latach, w 2018 roku, awansował do II ligi. W tym czasie grali m.in. Bartosz Majcher, Michał Majcher, Paweł Włodyka, Piotr Odelski, Emil Tokarczyk i Wiesław Mazurek.
Awans do I ligi (2019)
W 2019 roku Orlicz Suchedniów wywalczył historyczny awans do I ligi, pokonując w barażach Gorce Nowy Targ. Klub pozyskał sponsora tytularnego – firmę Global Pharma, co pozwoliło na wzmocnienie składu. Do drużyny dołączyli m.in. Damian Kreft i reprezentant Hiszpanii Carlos Franco Medina. W składzie byli również Bartosz Majcher, Paweł Włodyka, Maciej Pietkiewicz, Maciej Karmoliński i Łukasz Nadolski.
Awans do LOTTO Superligi (2020/2021)
Sezon 2020/2021 był przełomowy – Orlicz zajął pierwsze miejsce w grupie południowej I ligi i w barażach pokonał MojeBermudy Gorzovię Gorzów Wielkopolski (7:3 na wyjeździe, 6:4 u siebie). To dało awans do LOTTO Superligi, najwyższej klasy rozgrywkowej w Polsce. W tym okresie klub odniósł także pierwszy duży sukces międzynarodowy – zwycięstwo w europejskich rozgrywkach TT-Inter Cup (2020). W składzie byli m.in. Daniel Bąk, Jakub Perek, Łukasz Nadolski, Damian Kreft i Bartosz Majcher.

## Sukcesy w LOTTO Superlidze i na arenie międzynarodowej[5]
Sezon 2021/2022
Debiutancki sezon w LOTTO Superlidze klub zakończył awansem do fazy play-off. W decydującym meczu grupy spadkowej pokonał Poltarex Pogoń Lębork 3:0. W drużynie występowali m.in. Jakub Perek, Giorgos Konstantinopoulos, Yuma Tanigaki i Daniel Bąk.
Sezon 2022/2023
Klub zdobył brązowy medal LOTTO Superligi. W półfinale play-off Orlicz uległ Dartomowi Bogorii Grodzisk Mazowiecki (1:3 i 0:3). Równocześnie klub zdobył srebrny medal Europe Trophy, przegrywając w finale z greckim Olympiacosem Pireus 0:3. W drużynie grali m.in. Asuka Machi, Robert Floras, Piotr Cyrnek, Daniel Bąk oraz Kowa Nakamura.
Sezon 2023/2024
Klub dotarł do ćwierćfinału Pucharu Europy, gdzie odpadł po rywalizacji z AS Pontoise Cergy z Francji. W składzie znaleźli się m.in. Daniel Bąk, Piotr Cyrnek, Robert Floras, Bartosz Majcher, Kowa Nakamura, Jeongwoo Park i Damien Provost.
Sezon 2024/2025
Global Pharma Orlicz 1924 Suchedniów zdobył brązowy medal Ligi Mistrzów ETTU. Po porażce 0:3 w pierwszym meczu ćwierćfinałowym z Dekorglassem Działdowo, klub wygrał rewanż 3:1 (2:1 „złote sety”) i awansował do Final Four. Turniej Final Four odbył się w Saarbrücken, gdzie Orlicz zajął trzecie miejsce. Skład drużyny tworzyli Jeongwoo Park, Deni Kožul, Mateusz Zalewski, Robert Floras, Liao Cheng-Ting oraz Kazuhiro Yoshimura. W LOTTO Superlidze w tym sezonie klub zajął 5. miejsce.

## Osiągnięcia
- Awans do II ligi – 2018
- Awans do I ligi – 2019
- Awans do LOTTO Superligi – 2020/2021
- Zwycięstwo w TT-Inter Cup – 2020
- Brązowy medal LOTTO Superligi – 2022/2023
- Srebrny medal Europe Trophy – 2022/2023
- Ćwierćfinał Pucharu Europy – 2023/2024
- Brązowy medal Ligi Mistrzów ETTU – 2024/2025
- 5 miejsce w LOTTO Superlidze – 2024/2025